# Shelburne, Massachusetts
Shelburne är en kommun (town) i Franklin County i delstaten Massachusetts, USA. Vid folkräkningen år 2010 bodde 1 893 personer på orten. Den har enligt United States Census Bureau en area på totalt 60,6 km² varav 0,6 km² är vatten.